# Csád régiói
Csád jelenleg 18 közigazgatási régióra van felosztva. Függetlenné válásától, azaz 1960-tól 1999-ig az ország 14 prefektúrából állt. Ezeket 1999-ben 28 megye váltotta fel. 2002-ben egy újraszervezés következtében alakult ki a jelenlegi 18 régió.
Minden régió 2-4 megyére van osztva, kivéve N’Djamenát, ami 10 kerületből áll. Az új régiókat többnyire a régi prefektúrákhoz igazodva alakították ki.
| Sorszám | Régió                                | Székhelye    | Megyéi (department)                                                                |
| 1.      | Batha                                | Ati          | Batha Est (Kelet-Batha), Batha Ouest (Nyugat-Batha), Fitri                         |
| 2.      | Bourkou-Ennedi-Tibesti               | Faya-Largeau | Borkou, Ennedi Est (Kelet-Ennedi), Ennedi Ouest (Nyugat-Ennedi), Tibesti           |
| 3.      | Chari-Baguirmi                       | Massenya     | Baguirmi, Chari, Loug Chari                                                        |
| 4.      | Guéra                                | Mongo        | Barh Signaka, Guéra                                                                |
| 5.      | Hadjer-Lamis                         | Massakory    | Dababa, Dagana, Haraze Al Biar                                                     |
| 6.      | Kanem                                | Mao          | Barh El Gazel, Kanem                                                               |
| 7.      | Lac                                  | Bol          | Mamdi, Wayi                                                                        |
| 8.      | Logone Occidental (Nyugati Logone)   | Moundou      | Dodjé, Lac Wey, Ngourkosso                                                         |
| 9.      | Logone Oriental (Keleti Logone)      | Doba         | La Nya Pendé, La Pendé, Monts de Lam, Lanya (1)                                    |
| 10.     | Mandoul                              | Koumra       | Barh Sara, Mandoul Occidental (Nyugati Mandoul), Mandoul Oriental (Keleti Mandoul) |
| 11.     | Mayo-Kebbi Est (Kelet-Mayo-Kebbi)    | Bongor       | Mayo-Boneye, Kabbia, Mont d'Illi (1), Mayo Lemie (1)                               |
| 12.     | Mayo-Kebbi Ouest (Nyugat-Mayo-Kebbi) | Pala         | Lac Léré, Mayo-Dallah                                                              |
| 13.     | Moyen-Chari                          | Sarh         | Barh Köh, Grande Sido, Lac Iro                                                     |
| 14.     | Ouaddaï                              | Abéché       | Assoungha, Djourf Al Ahmar, Ouara, Sila                                            |
| 15.     | Salamat                              | Am Timan     | Aboudeïa, Barh Azoum, Haraze Mangueigne                                            |
| 16.     | Tandjilé                             | Laï)         | Tandjilé Est (Kelet-Tandjilé), Tandjilé Ouest (Nyugat-Tandjilé)                    |
| 17.     | Wadi Fira                            | Biltine      | Biltine, Dar Tama, Kobé                                                            |
| 18.     | N’Djamena                            | N'Djamena    | 10 kerület (arrondissement)                                                        |

(1) 2004-ben hozták létre.